# Sus bucculentus
Il cinghiale dalle verruche indocinese (Sus bucculentus), noto anche come cinghiale dalle verruche del Vietnam o cinghiale di Heude, era una specie di ungulato a dita pari della famiglia dei Suidi dichiarato estinto nel 2016. Viveva in Laos e Vietnam. 

## Scoperta e possibile rivisitazione tassonomica
Questa specie di suino selvatico è stata descritta nel 1892, ma non si è verificato nessun avvistamento fino al ritrovamento di un cranio in Laos nel 1997. L'identificazione di questo cranio come appartenente a Sus bucculentus è basata su informazioni morfologiche e sulla sequenza del gene che codifica l'RNA mitocondriale ribosomiale 12S (12S-rRNA), mostrando una divergenza del 7% dal cinghiale Sus scrofa. Essendo questo gene relativamente conservato all'interno della specie S. scrofa, questa divergenza era la prova della definizione di S. bucculentus come specie distinta. 
Nel 2006, però, una nuova analisi ha rilevato come in realtà il gene 12S-rRNA estratto da un campione di tessuto essiccato attribuito a S. bucculentus e confrontato con tre campioni di S. scrofa provenienti da siti archeologici sulle isole del Pacifico ha mostrato una differenza di sequenza solamente dello 0,6%, collocando il campione all'interno del clade di S. scrofa, mettendo in discussione lo stato di specie di S. bucculentus.